# NGC 4283
NGC 4283 este o astrophysical x-ray source⁠(d) situată în constelația Părul Berenicei. A fost descoperită în 13 martie 1785 de către William Herschel. Se află la o distanță de 15,78 megaparseci de Pământ.